# Janova Lehota
Janova Lehota (en allemand : Drexlerhau ; en hongrois : Jánosgyarmat ) est un village du district de Žiar nad Hronom, dans la région de Banská Bystrica, en Slovaquie.

## Histoire
La première mention écrite du village date de 1487.

## Démographie

### Évolution de la population
| Année:               | 1994. | 2004.   | 2014.   | 2024.   |
| -------------------- | ----- | ------- | ------- | ------- |
| Nombre de personnes: | 826   | 863     | 927     | 917     |
| Différence:          |       | +4,47 % | +7,41 % | -1,07 % |

| Année:               | 2023. | 2024.   |
| -------------------- | ----- | ------- |
| Nombre de personnes: | 905   | 917     |
| Différence:          |       | +1,32 % |